# Pyrgina umbilicata
Pyrgina umbilicata é uma espécie de gastrópode da família Coeliaxidae
É endémica de São Tomé e Príncipe.